# Masayo Takahashi
Masayo Takahashi (高橋 政代) est une médecin ophtalmologue japonaise née le 23 juin 1961. Elle est spécialisée dans la recherche sur les cellules souches. 
Takahashi dirige un projet de recherche au Riken Center for Developmental Biology à Kobe, centré sur l'application clinique de la technologie des cellules iPS (cellules souches pluripotentes induites) sur la dégénérescence maculaire. En 2014, Takahashi est nommée par la revue scientifique britannique Nature comme l'une des « cinq scientifiques à garder à l'œil » dans le monde pour ses travaux révolutionnaires en matière de médecine régénérative.
En mars 2017, une équipe dirigée par Takahashi réussit la première transplantation de cellules rétiniennes dérivées de cellules souches pluripotentes induites (CIPS) dans l'œil d'un patient atteint de dégénérescence maculaire liée à l'âge dans la forme humide (exsudative). Pendant l'opération, le patient est greffé avec environ 250 000 cellules épithéliales de pigments rétiniens, toutes générées à partir de cellules souches pluripotentes induites (CIPS) prélevées sur d'autres donneurs et dérivées ensuite. Les résultats de cette étude historique sont publiés dans le The New England Journal of Medicine.

## Formation
Mme Takahashi est née à Osaka, au Japon, en 1961. Diplômée de la faculté de médecine de l'université de Kyoto en 1986, elle obtient six ans plus tard, en 1992, un doctorat en pathologie visuelle dans la même université. Elle choisit de se consacrer à la recherche en ophtalmologie, et notamment aux maladies rétiniennes. En 1995, Mme Takahashi entame des recherches post-doctorales au laboratoire de génétique la Salk Institute for Biological Studies. C'est là qu'elle est fascinée par le potentiel des cellules souches en matière de maladie oculaire et de thérapie rétinienne. Elle est également professeur associée dans un centre de recherche translationnelle depuis 2001.[réf. nécessaire]

## Recherches
En septembre 2014, elle et son équipe du centre de biologie du développement de l'Institut Riken à Kobe réussissent, pour la première fois au monde, à transplanter dans un corps humain des cellules fabriquées à partir de cellules souches pluripotentes induites. L'opération a été réalisée dans le cadre d'une étude clinique consistant à créer une feuille de rétine à partir de cellules iPS, développées par Shinya Yamanaka. Les cellules iPS sont créées en prélevant des cellules matures sur un individu et en reprogrammant ces cellules pour qu'elles reviennent à un état embryonnaire. La feuille de rétine a été transplantée chez une septuagénaire atteinte de dégénérescence maculaire liée à l'âge (DMLA), un trouble oculaire qui brouille le champ de vision central et peut s'invétérer jusqu'à cécité complète. Ils escomptèrent que les cellules iPS arrêteraient la progression de la DMLA. Elle et son équipe de recherche utilisent des cellules iPS fabriquées à partir de cellules prélevées sur la peau de la patiente elle-même. Puis, en mars, l'équipe effectue une greffe de cellules rétiniennes créées à partir des cellules iPS d'un donneur, une première mondiale. Depuis, le temps et le coût de l'opération ont été considérablement réduits grâce à l'utilisation de cellules de superdonneurs, c'est-à-dire de cellules prélevées sur des personnes possédant des types de globules blancs spéciaux qui ne sont pas rejetés par le système immunitaire des patients receveurs.[réf. nécessaire]

## Récompenses
En 2015, Masayo Takahashi reçoit le prix Ogawa-Yamanaka en biologie cellulaire. Le magazine Nature la désigne comme l'une des cinq « scientifiques à garder à l'œil en 2014 » et comme l'une des dix « personnes qui ont marqué l'année 2014. »

## Perspectives pour l'avenir
Il reste cependant de nombreux défis à relever pour faire progresser la technologie et la rendre massivement accessible sur le marché. Son coût élevé reste la principale limite, et on estime qu'il faudra attendre 2019 pour que le traitement de la DMLA par des cellules souches embryonnaires puisse être réalisé à un prix inférieur à 95 500 dollars. Cette procédure devrait ouvrir la voie à d'autres applications de la technologie des cellules IPS, en cela qu'elle offre l'avantage de la souplesse des cellules embryonnaires universelles, tout en limitant les problèmes éthiques. Les CIPS (cellules induites pluripotentes) et les CSE (cellules souches embryonnaires) pourraient enclencher l'industrialisation de la thérapie cellulaire, favorisant ainsi la production accrue de cellules destinées à  un nombre maximal de patients. On peut même s'attendre à des greffes de photorécepteurs associées à des cellules dérivées de CIPS dans les cinq prochaines années, ce qui ne devrait pas seulement ralentir la dégénérescence maculaire liée à l'âge (AMD), mais pourrait également restaurer partiellement la vue. De là, le résultat de la médecine régénérative ne dépendra pas des cellules du donneur, mais sera conditionné par l'état de l'hôte et les compétences chirurgicales lors de l'opération.